# 米尔哈·辛格
米尔哈·辛格（英語：Milkha Singh，1929年11月20日—2021年6月18日），外号飞行的锡克教徒，旁遮普人，印度短跑运动员，在印度陆军服役期间接触并参与到这项运动中来。他是唯一一个在亚运会和英联邦运动会均上获得400米金牌的运动员，并在1958年和1962年亚运会上获得金牌。他曾代表印度参加1956年墨尔本奥运会、1960年罗马奥运会和1964年东京奥运会。他被授予莲花士勋章，是印度政府颁发的第四级公民荣誉奖，以表彰他在体育方面取得的成就。
2021年6月18日，因COVID-19并发症逝世，享年91岁。

## 相关链接
- 米尔哈·辛格在Olympics （页面存档备份，存于）
- 米尔哈·辛格在Olympedia （页面存档备份，存于）
- 米尔哈·辛格在Commonwealth Games Federation （页面存档备份，存于）
- 米尔哈·辛格在World Athletics （页面存档备份，存于）
- 《大英百科全书》中的条目：米尔哈·辛格（英文）
- 米尔哈·辛格在互联网电影资料库（IMDb）上的資料（英文）
- Milkha Singh （页面存档备份，存于） at Punjabipedia
- Sports and Achievements （页面存档备份，存于）, Indian Army.
- . Scroll.in. 26 April 2020  [19 June 2021]. （原始内容存档于2021-09-14）.
- . Witness. 10 January 2017  [2021-06-20]. （原始内容存档于2017-01-30）.